# Teta Magda
Teta Magda je literarni lik, ki nastopa v dveh književnih delih Svetlane Makarovič: Teta Magda ali Vsi smo ustvarjalci in Počitnice pri teti Magdi.

## O literarnem liku
Teta Magda, poznana tudi kot Magda Madeline Orehek, je junakinja dveh satir, katere dan nikoli ne mine brez ustvarjanja: spreminjanja barve oblačil, sten, torbic, svoje frizure ali izdelovanja umetnih šopkov. Eksperimentira tudi s hrano in vzgojnimi metodami. Svoje nenavadne vzgojne prijeme uporablja na svoji nečakinji Punči, ki je sirota in živi pri njej od svojega 12. leta, kužku Snežku in mačkonu Ančkonu. Teta Magda zase pravi, da je zelo talentirana in pametna in ravno zaradi svoje dobre samopodobe, se nikoli ne boji uresničiti svojih želja in načrtov. Kljub svoji trmi in hitri jezi je dobrodušna, posebno ljube pa so ji živali. Ima bujno domišljijo s katero predstavlja sebe kot najimenitnejšo, najbolj izobraženo in najbolj izkušeno žensko na svetu. Zaradi svojih »izkušenj« (npr. dresirala naj bi leve, poučevala na Antilih , diplomirala iz medicine) je polna nasvetov, ki jih z nevarno prijaznostjo največkrat deli sosedam in Punči. Z uporabo izmišljenih besed, ki zvenijo precej imenitno, spretnim obračanjem stavkov in opletanjem z jezikom zlahka ovija okoli svojega prsta neizobražene ljudi okoli sebe. Je precej snobovska in prava kraljica drame, ki vestno skriva svoja leta.

## Vsebina zgodb

### Teta Magda ali Vsi smo ustvarjalci
Zgodba opisuje Magdine dogodivščine z ustvarjanjem. S svojimi spretnimi rokami preobrazi rumeno bluzo v zeleno, zeleno bluzo v šal, ta pa na koncu konča kot vrečka za dišave. Odpre tudi salon Madeline, v katerem prodaja šopke iz umetnega cvetja po »najnovejši modi«, a ga še isti dan zapre. Poleg ustvarjanja njene dneve zapolnjujejo še nečakinja Punči, prijatelj in skorajšnji ljubimec gospod Poglajen in njegov nečak, ter pes Snežko. Največ stikov z Magdo med vsemi opravljivimi sosedami pa ima Pavlina, osamljena ženska, ki si poskuša najti moškega. Nekega dne pride k Magdi s celim kupom pisem, ki so ji jih napisali moški, zaradi njenega oglasa v časopisu. Magda Pavlini prepove oditi na zmenek in tja odide sama, ter spozna, da je Pavlini pisal sam gospod Poglajen. Zaradi tega se s Poglejenom spreta. Kot rešiteljica vseh živih bitij, domov pripelje pijanca, ki ga sreča v gostilni, a ga kmalu izžene. Poskusi rešiti tudi dojenčka, ki ga njegova mama za kratek čas pusti pred drogerijo, in ga odpelje k sebi domov, k pravi mami pa ga vrne policija. Kljub vsem izkušnjam pa ne more preprečiti odhoda njene Punči v internat.

### Počitnice pri teti Magdi
Punči se še pred koncem šolskega leta vrne domov k teti Magdi, saj ji je jasno, da letnika ne bo izdelala. Magdo zmoti med iskanjem antičnih škarij, s katerimi bo njena znanka Evelina Škoromac prerezala otvoritveni trak svojega novega slow food lokala Orhideja. Otvoritvena slovesnost se konča kot prava polomija. Magdina soseda Pavlina se vse več druži z gospodom Poglajenom, kar Magdi sprva ni všeč, a ker je njeno poslanstvo da »pomaga retardiranim dušam«, se odloči da ju bo poročila. To poskuša narediti med kulturnim večerom v Orhideji, a namera se izkaže za neuresničljivo, saj se Pavlina hoče poročiti z gospodom Krasničem, lastnikom Orhideje. Klub temu, da izgleda, da bo večer spet popolna polomija, alkohol vsem zbranim pomaga, da vsaj za en dan zgladijo spore. Počitnice pa se kmalu končajo, in Punči se spet vrne v internat, kamor pogosto prihajajo pisma tete Magde, naslovljene na njen zaklad - Punči.